# Éric Jehelmann
Éric Jehelmann est un producteur de cinéma français né le 2 janvier 1975.

## Biographie
Il suit des études de cinéma à la Femis, département production, dont il sort diplômé en 2001.
Il est président de Jerico, une société de production pour le cinéma créée en août 2008.

## Filmographie partielle
- 2002: Bloody Mallory de Julien Magnat
- 2004: Mensonges et trahisons et plus si affinités... de Laurent Tirard
- 2005 Anthony Zimmer de Jérôme Salle
- 2006 : Le Serpent d'Éric Barbier
- 2008 : Pour elle de Fred Cavayé
- 2008 : Dorothy d'Agnès Merlet
- 2010 : La Chance de ma vie de Nicolas Cuche
- 2014 : La Famille Bélier d'Éric Lartigau
- 2014 : West Coast de Benjamin Weill
- 2014 : À toute épreuve d'Antoine Blossier
- 2014 : Prêt à tout de Nicolas Cuche
- 2016 : Radin ! de Fred Cavayé
- 2017 : La Promesse de l'aube d'Éric Barbier
- 2017 : Rémi sans famille d'Antoine Blossier
- 2018 : Photo de famille de Cécilia Rouaud
- 2019 : Petit Pays d'Éric Barbier
- 2021 : On est fait pour s'entendre de Pascal Elbé
- 2024 : Les Chèvres ! de Fred Cavayé
- 2024 : Prodigieuses de Frédéric et Valentin Potier

À venir:
- 2025 : L'Affaire de l'esclave Furcy d'Abd al Malik

## Distinctions

### Nominations
- César 2009 : César du meilleur premier film pour Pour elle
- César 2015 : César du meilleur film pour La Famille Bélier